# Battaglia di Brunanburh
La battaglia di Brunanburh fu uno scontro militare avvenuto nell'anno 937 tra le forze Anglosassoni che si opposero all'invasione del Northumbria da parte delle forze Scozzesi alleate con quelle Vichinghe. L'esito della battaglia arrise alle forze anglosassoni comandate da Atelstano.

## Scenario storico
Morto nell'899 Re Alfredo il Grande del Wessex, succedette al trono il figlio Edoardo soprannominato il Vecchio. Le mire espansionistiche del nuovo assetto regnante prevedevano la conquista dell'Inghilterra mediante una strategia di coinvolgimento delle genti locali riunite intorno a fortilizi di presidio e città (strategia romana). Alla morte di Edoardo il regno passò a suo figlio Atelstano re di Mercia e del Wessex. Atelstano si rivelò subito un prosecutore della strategia di famiglia giungendo così ad un epico scontro militare con le forze militari Scozzesi e Vichinghe.

## Scontro militare
Le forze in campo vedevano la coalizione delle forze d'invasione composta da Olaf Guthfrithson re di Dublino, Costantino II re degli scozzesi insieme con Owain MacDomhnuil re di Strathclyde, Aralt re di Man e delle Isole ai quali si unirono alcuni capi tribù celti.
Atelstano era invece a capo dell'esercito del West Sessex da lui stesso costituito. In realtà il comando venne condiviso con il fratello Edmund il Nobile.
Il luogo storico della battaglia non è stato ancora individuato, ma molti concordano nel ritenere che sia nelle vicinanze della città di Bromborough, in prossimità delle sponde del Mersey nel versante della penisola di Wirral. A Wirral infatti i norvegesi avevano il loro approdo principale quando provenivano dall'Irlanda.
La fonte storica principale della battaglia è rappresentata dal poema Cronaca anglosassone.
Il poema è scarno di notizie sullo svolgimento della battaglia ma pare probabile che si svolse sfruttando il vantaggio tattico offerto dalle posizioni collinari che Atelstano ebbe cura di presidiare in attesa delle forze della coalizione. Il fratello rimasto nel retro delle colline ebbe gioco di aggiramento sul fianco sinistro. Le forze della coalizione restarono così imbrigliate tra i rilievi collinari il mare e le sponde del fiume con riduzione estrema della mobilità in campo. In tal modo la cavalleria di Atelstano ebbe ogni favore nell'azione militare determinando una vittoria completa.
La battaglia è ricordata epicamente come una delle più sanguinose della storia d'Inghilterra in quanto vi morirono ben 5 re, 7 conti norvegesi e 2 cugini di Atelstano.

## Conseguenze storiche
Lo scontro militare, sebbene arrise ad Atelstano comportando la prima unificazione territoriale dell'Inghilterra, non determinò tuttavia una unificazione delle genti che in seguito, con la successione al trono di Atelstano da parte di Edmondo, Eadred ed Edwy, si frantumò rapidamente.